# Winifred Hector
Winifred Emily Hector (21 de diciembre de 1909 - 14 de septiembre de 2002) fue una enfermera y autora de manuales inglesa. Fue quien incorporó el plan de estudios y los métodos de enseñanza modernos en la educación de las enfermeras de su país.

## Primeros años y formación
Winifred Emily Hector nació en Taunton (Somerset), hija de Sidney Charles Hector y Beatrice Dugdale Hector. Su padre trabajaba en Great Western Railway. Ella asistió a la Bishop Fox's School en su localidad natal y obtuvo un bachelor of arts intermedio en la Bedford College de Londres. Su miopía le dificultaba leer y por eso, en vez de proseguir el estudio de la literatura, se abocó a la enfermería; materia que estudió en el Hospital de San Bartolomé. Más adelante realizó una maestría en la Universidad de la City de Londres, donde hizo una investigación sobre la vida de Ethel Gordon Fenwick, la fundadora del Consejo Internacional de Enfermería.

## Carrera
Hector estuvo a cargo de la formación inicial de las enfermeras en la Enfermería Real de Manchester en los comienzos de la Segunda Guerra Mundial. Dirigió una guardia quirúrgica en el Hospital de San Bartolomé durante el Blitz, donde atendió heridas graves de las víctimas del bombardeo. Más adelante incursionó en la enseñanza y al final de la guerra era profesora.  En la Universidad de la City de Londres estableció una de las primeras carreras universitarias de Enfermería, a partir de 1968.
Dentro de las obras escritas por Winifred Hector están Modern Gynaecology and Obstetrics For Nurses (1956, 1963 y 1974), Modern Nursing: Theory and  Practice (1960), A Textbook of Medicine for Nurses (1967) y Nursing Care for the Dying Patient (1982). También escribió una autobiografía, Memoirs of a Somerset Woman (1997) y un libro sobre enfermería para legos, The Role of the Nurse (1977).
Se retiró del Hospital de San Bartolomé en 1970, el mismo año en el que fue una de las fundadoras del Medical Recording Service, un organismo pensado para almacenar grabaciones audiovisuales de calidad para la formación de médicos. Pese a su jubilación, durante una década más fue profesora del Queen Elizabeth College. En 1976 fue nombrada académica del Royal College of Nursing y dos años más tarde trabajó como asesora para una serie de diez películas didácticas para enfermeras.